# Freeview
Freeview是英國的免費無線數位電視服務的名稱。Freeview由DTV服務公司（DTV Services Ltd）提供服務，這家公司是由 BBC、ITV、英國第四台和英國天空廣播共同出資創建。Freeview自2002年10月30日開始播出。在2020年7月，Freeview提供播出有85個DVB-T電視頻道，26個數碼廣播頻率，10個高清電視頻道。

## 外部連結
- 官方网站